# Ormiscodes latipunctata
Ormiscodes latipunctata är en fjärilsart som beskrevs av Lemaire 1976. Ormiscodes latipunctata ingår i släktet Ormiscodes och familjen påfågelsspinnare. Inga underarter finns listade i Catalogue of Life.